# ヌエーヴォ・シネ・メヒカーノ
ヌエーヴォ・シネ・メヒカーノ（スペイン語: El Nuevo Cine Mexicano, 「新しいメキシコ映画」の意）は、1990年代以降にメキシコで起きた映画運動とその映画群を指す語である。

## 略歴・概要
1990年代以降、2000年代に至る時代が「ヌエーヴォ・シネ・メヒカーノ」の時代である。
アルトゥーロ・リプスタイン、アルフォンソ・アラウ、アルフォンソ・キュアロン、マリア・ノヴァロらが監督したハイ・クォリティな作品群が、その嚆矢である。同時代のもっとも有名な作品は下記のとおりである。
- 『赤い薔薇ソースの伝説』 Como agua para chocolate : 監督アルフォンソ・アラウ、1992年
- La Otra Conquista : 監督サルバドール・カラスコ、1999年
- 『セックス、羞恥心、そして涙』 Sexo, pudor y lágrimas : 監督アントニオ・セラーノ、1999年

- 『アモーレス・ペロス』 Amores perros : 監督アレハンドロ・ゴンサレス・イニャリトゥ、2000年
- 『天国の口、終りの楽園。』 Y tu mamá también : 監督アルフォンソ・キュアロン、2001年
- 『アマロ神父の罪』 El crimen del Padre Amaro : 監督カルロス･カレラ、2002年

2000年（平成12年）以降はとくに、映画監督たちはインディペンデント製作会社を設立し、もっと個人的な表現を求め始めた。ヨーロッパ映画の影響である。もっともこの傾向が顕著な作品は、
- 『ハポン』 Japón : 監督カルロス・レイガダス、2002年
- 『天国のバトル』 Batalla en el cielo : 監督カルロス・レイガダス、2005年

であり、ほかにも、
- 『平和の千の雲が空をさえぎり、愛、あなたが愛されることは永遠に終わらない』 Mil nubes de paz cercan el cielo, amor, jamás acabarás de ser amor : 監督フリアン・エルナンデス・ペレス、2003年
- 『きれぎれの空』 El cielo dividido : 監督フリアン・エルナンデス・ペレス、2006年
- 『サングレ』 Sangre : 監督アマト・エスカランテ

といった作品が存在する。

## ギャラリー

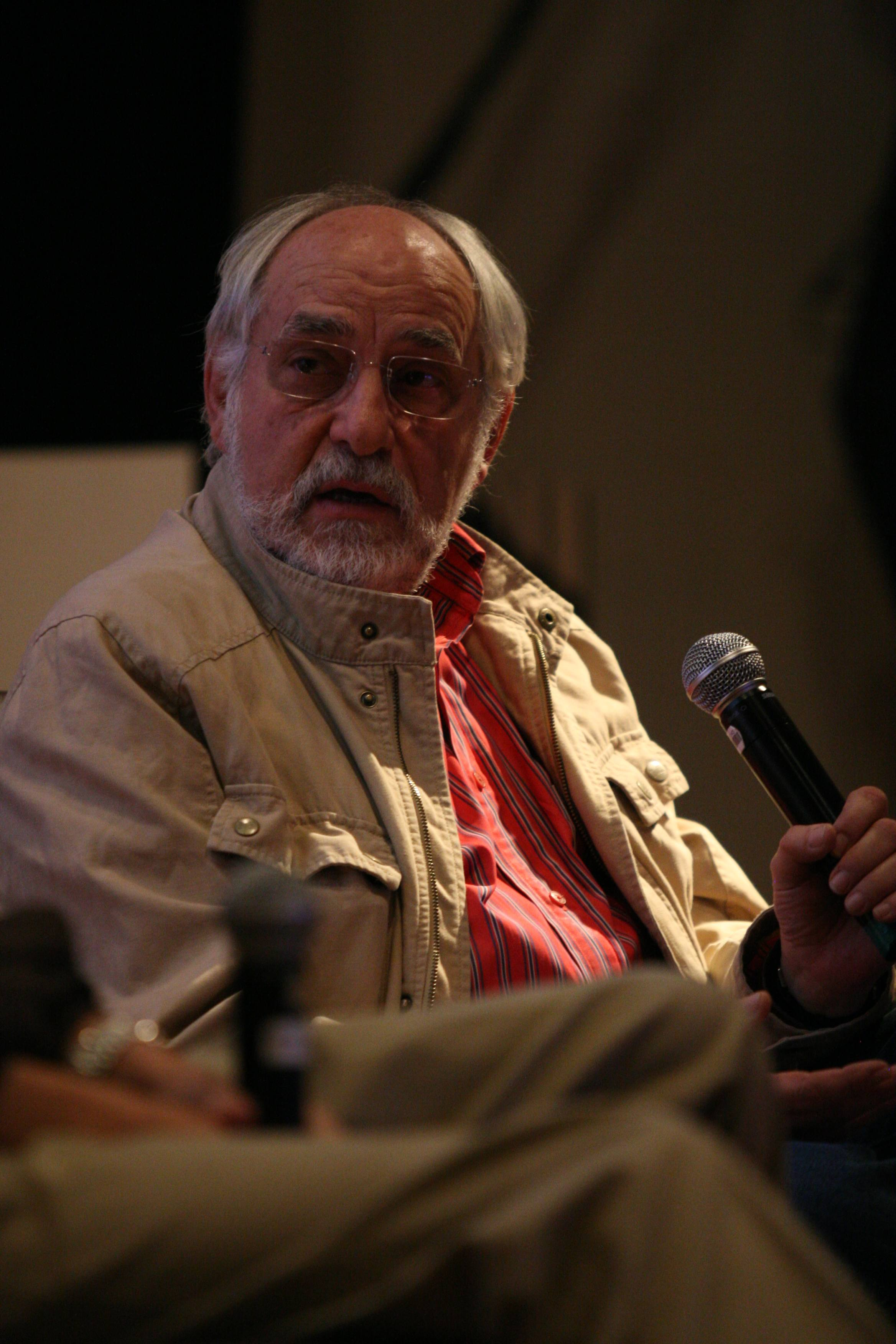
アルトゥーロ・リプスタイン、2009年。
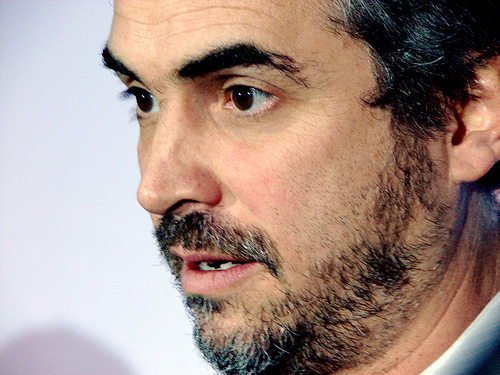
アルフォンソ・キュアロン、2006年。
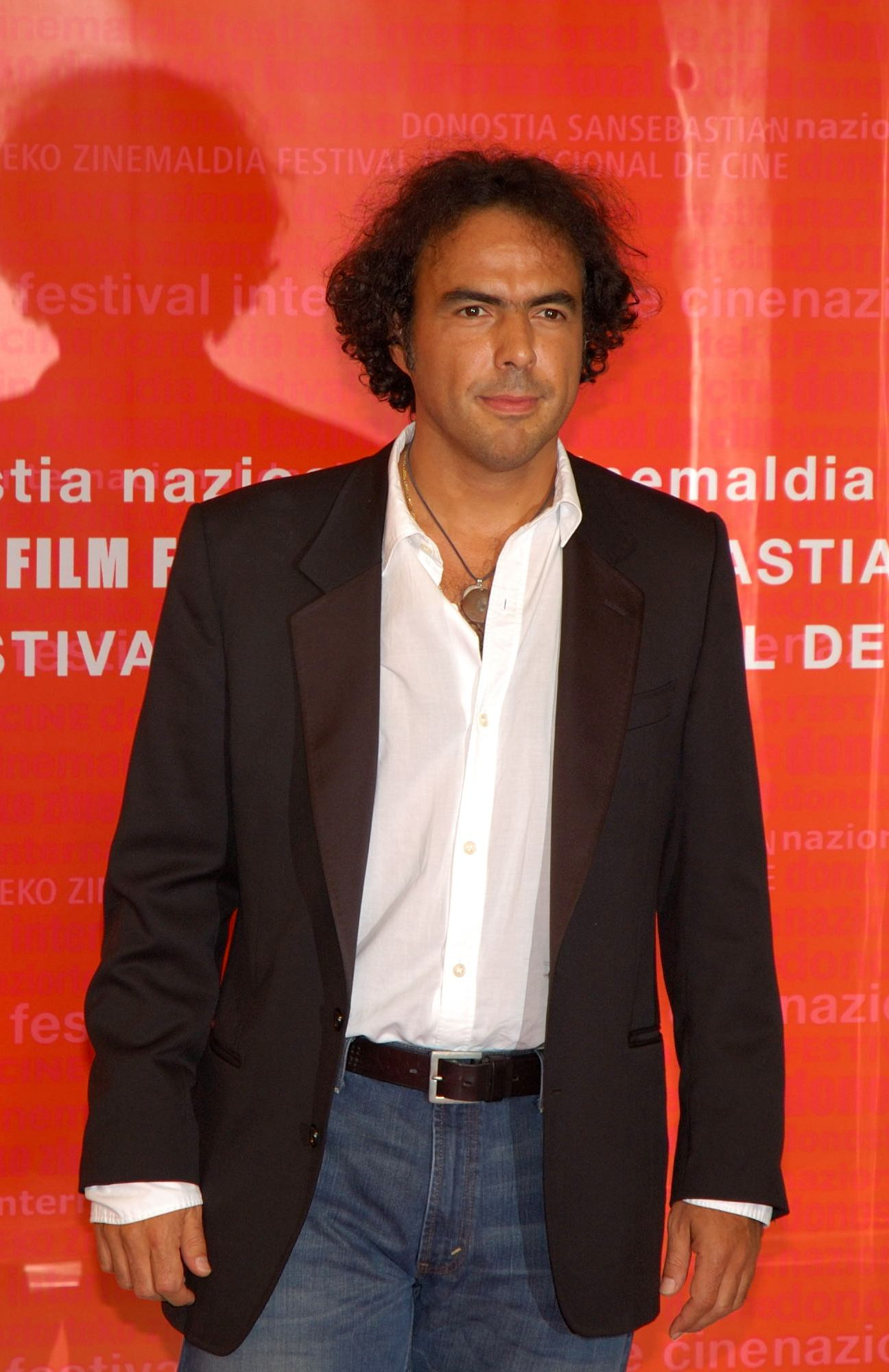
アレハンドロ・ゴンサレス・イニャリトゥ、2005年。

## 関連事項
- アルフォンソ・アラウ （en:Alfonso Arau）
- マリア・ノヴァロ （es:María Novaro）
- カルロス･カレラ （en:Carlos Carrera）
- フリアン・エルナンデス・ペレス （fr:Julián Hernández）

## 註
1. ↑  Wood, Jason (2006). The Faber Book of Mexican Cinema. Faber and Faber. ISBN 057121732X
2. ↑   González Vargas, Carla, et al. (2006). Rutas del cine mexicano. CONACULTA IMCINE. ISBN 9685893292